# Заяц, Денис Архипович
Денис Архипович Заяц (30 апреля [13 мая] 1914, Софиевка, Екатеринославская губерния — 30 сентября 1941, Лозовский район, Харьковская область) — старшина роты 257-го стрелкового полка 7-й стрелковой дивизии 7-й армии Юго-Западного фронта, младший командир, Герой Советского Союза (1940).

## Биография
Родился 30 апреля (13 мая) 1914 года в селе Софиевка, Верхнеднепровского уезда, Екатеринославской губернии (ныне посёлок городского типа Софиевка Софиевского района Днепропетровской области) в семье крестьянина.
В 1929 году окончил начальную школу (4 класса), работал в колхозе.
В Красной армии с 1939 года. Участник советско-финляндской войны, командир отделения (1939), заместитель командира взвода (1940). Член ВКП(б) с 1940 года.
Младший командир Денис Архипович Заяц проявил храбрость и героизм в тяжёлых боях 1940 года, во время советско-финляндской войны.
Указом Президиума Верховного Совета СССР № 398 от 11 апреля 1940 года «за образцовое выполнение боевых заданий командования на фронте борьбы с финской белогвардейщиной и проявленные при этом отвагу и геройство» младшему командиру Денису Архиповичу Зайцу присвоено звание Героя Советского Союза с вручением ордена Ленина и медали «Золотая Звезда».
После советско-финляндской войны служил начальником отряда военезированной охраны металлургического завода «Криворожсталь» в городе Кривой Рог Днепропетровской области.
С началом Великой Отечественной войны назначен на должность старшины роты 257-го стрелкового полка 7-й стрелковой дивизии 7-й армии Юго-Западного фронта.
Погиб 30 сентября 1941 года в бою за станцию Лозовая Харьковской области. Похоронен в селе Наталино Красноградского района Харьковской области.

## Награды
- Медаль «Золотая Звезда» (11 апреля 1940);
- Орден Ленина (11 апреля 1940);
- Орден Красного Знамени;
- Орден Отечественной войны 1-й степени;
- Орден Красной Звезды.

## Память
- Имя на Стеле Героев в Кривом Роге Днепропетровской области.
- Именем названа улица в посёлке городского типа Софиевка Днепропетровской области.
- Имя на памятнике погибшим в Великой Отечественной войне 1941—1945 годов в центре села Наталино Красноградского района Харьковской области, на месте его погребения.